# Vieraella herbsti
Vieraella herbsti é uma espécie extinta de anuro do período Jurássico da Argentina, e a mais antiga rã verdadeira conhecida. É a única espécie conhecida do género Vieraella.
Apesar de ter vivido há cerca de 200 milhões de anos, Vieraella era anatomicamente muito semelhante a rãs modernas. Por exemplo, as suas patas traseiras estavam adaptadas para saltar, e o seu crânio possuía a forma encontrada em espécies modernas. Era, no entanto, uma rã invulgarmente pequena, medindo apenas 3 cm de cumprimento. Apesar de criaturas semelhantes a rãs mais velhas serem conhecidas, tais como Triadobatrachus, estas possuíam características mais primitivas, e não podem ser chamadas de rãs "verdadeiras".